# Xenopus laevis
- Commons

Xenopus laevis, conhecida pelo nome comum de rã-de-unhas-africana, é uma espécie de anfíbio anuro de origem africana, estritamente aquático. Os Xenobotes, microrrobôs de autocura, foram nomeados em homenagem a essa espécie de rã.

## Descrição
As fêmeas podem atingir cerca de 15 cm de comprimento, chegando os machos a cerca de metade. Possuem cabeça e corpo achatados. Corpo hidrodinâmico, possuindo patas posteriores bem adaptadas ao nado. Não possui língua, tal como os restantes membros da família Pipidae.
Alimenta-se basicamente de invertebrados aquáticos, peixes, e qualquer outro animal que caiba em sua boca, tendo um apetite voraz.
Como todo animal albino, a visão não é seu forte. Por isso costuma atacar o que passe por perto para tentar se alimentar.
Produz sons, embora não utilizando saco vocal.
Originária da África subsariana, tornou-se espécie invasora no Chile, Califórnia, Florida, Sicília e na região ocidental de França. Em 2006 foi encontrada em Portugal, na Ribeira da Lage, no concelho de Oeiras. Mais tarde, também chegou à Ribeira de Barcarena.
Alimenta-se de ovos, larvas e adultos de outros anfíbios, lagostins, peixes de água doce, vermes e moluscos. Na ribeira da Lage, esta rã está a alimentar-se da única outra espécie de anfíbios aí identificada, a rã-verde (Rana perezi).
Foi introduzido acidentalmente no estado da Flórida, EUA, devido à libertação de exemplares em lagos e outras massas de água por indivíduos que os teriam posteriormente adquirido em lojas de animais, sendo agora proibida a sua manutenção em cativeiro em muitos estados deste país, pois trata-se de uma espécie prolífica, capaz de dizimar espécies autóctones com relativa facilidade.
Devido ao alto índice de fertilidade, facilidade de manutenção em cativeiro e peculiaridade, tem sido utilizado em inúmeras experiências laboratoriais, tendo sido o primeiro animal a ser clonado.